# Пустораменка
Пустора́менка — деревня в Рамешковском районе Тверской области, сельское поселение Алёшино. На начало 2008 года население — 223 жителя. До 2005 года была центром сельского округа.
Расположена в 9 километрах к востоку от районного центра Рамешки, на автодороге «Ильино—Буйлово—Киверичи».

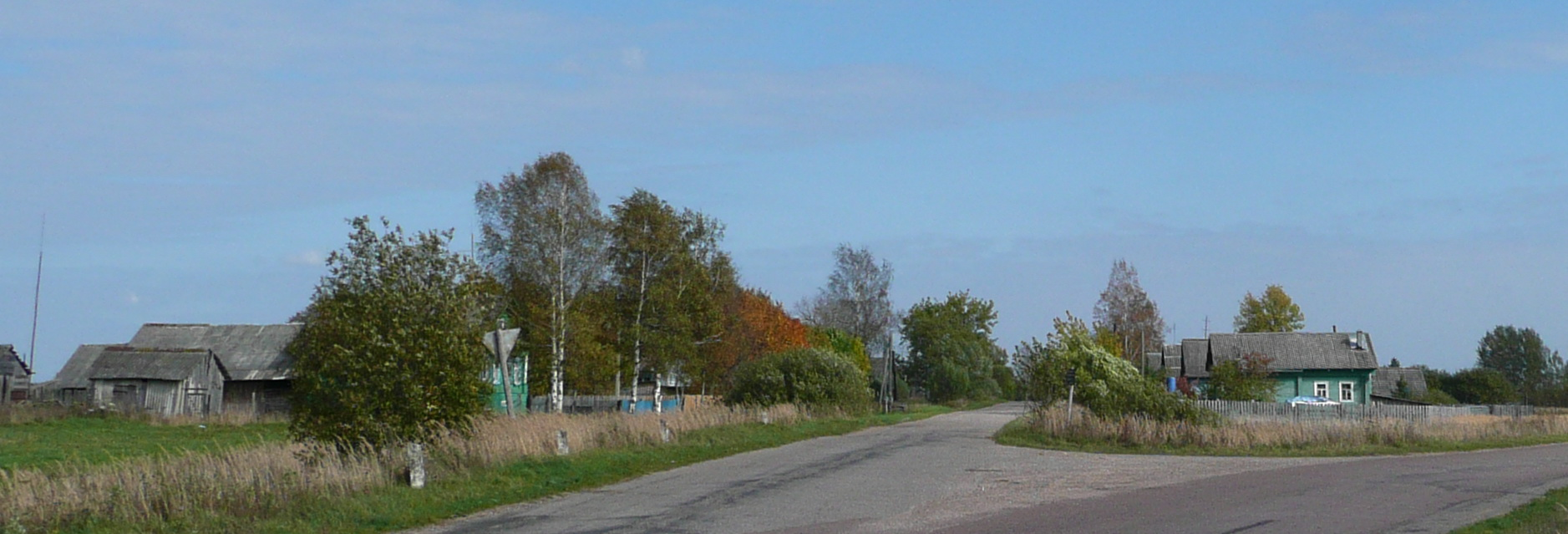
Въезд в деревню

## История
Первоначально деревня носила распространенное название Раменка. Приставка Пустая, Пусто- появилось позднее, предположительно после Смутного времени, когда множество селений были «…сожжены от литовских людей».
По мнению А.Лебедева, история деревни связана с селом Раменка, которое указывается в акте 1551 года, и считается датой первого упоминания посёлка Рамешки. В начале XVII века на месте п. Рамешки было не с. Раменка, а село Нагорье, а на месте Пустораменки — село Раменка. Оба села входили в Каменский стан Бежецкого Верха, оба приписаны к Троице-Сергиеву монастырю с разницей в 63 года. Опустевшее село Раменка к 1646 году стало деревней Раменка, а запустевшее село Нагорье возродилось до села и получило название Раменка. Чтобы не было путаницы, впоследствии село называлось Раменка-Нагорье, а деревня Пустая Раменка.
- В 1859 году в русской казённой деревне Пустая Раменка 69 дворов, проживали 440 человек.
- В 1887 году в деревне Пустая Раменка Селищенской волости Рамешковского прихода Бежецкого уезда 99 дворов, 559 человек (263 мужчины и 296 женщин), на военной службе 4 человека, грамотных 17 мужчин и 3 женщины, учились 3 мальчиков (посещали земскую школу в Рамешках).
- В 1893 году открыта земская школа (в 1915 году — 107 учеников).
- С установлением Советской власти в 20-е годы в деревне было создано товарищество по совместной обработке земли.
- По переписи 1920 года в деревне — 138 дворов, 776 жителей, народная школа, кооперативная лавка.
- В 1930 году создан колхоз «Победа».
- В 1936 году деревня Пустораменка (110 хозяйств, 501 житель) — центр одноимённого сельского Совета. В него также входили деревни Комариха, Корневка, хутора Заря, Пирожиха, Филимоново.
- С войны 1941—1945 годов не вернулись 64 жителя деревни.
- По переписи 1989 года постоянных жителей 273 человека (119 мужчины и 154 женщины).
- В 1996 году в деревне Пустораменка одноимённого сельского округа 115 хозяйств, 256 жителей.

В 2001 году в деревне 102 дома, в них постоянно проживали 229 человек, 30 домов — собственность наследников и дачников. Имеется почтовое отделение, школа, клуб, библиотека, медпункт, магазины. Деревня газифицирована, есть водозабор, котельная.
В 2009 году СПК «Победа» признан несостоятельным (банкротом).

## Известные уроженцы
- Деревцов, Сергей Иванович — советский военный деятель, комдив.
- Тягунов, Иван Петрович — генерал-лейтенант технических войск.